# Inmigración turca en México
Según el censo del año 2010, había 1,782 turcos viviendo en México. En 1890 residían más de 1,000 turcos en el país pero la gran mayoría emigró hacia los Estados Unidos a causa de la guerra revolucionaria. En el centro histórico de la Ciudad de México existe un monumento, conocido como "El reloj otomano" que conmemora la inmigración proveniente del Imperio otomano.
Entre los judíos que emigraron hacia México, muchos de ellos provenían de Turquía, estos judíos hablaban ladino y se entendían muy bien con los mexicanos, no fue difícil para ellos integrarse a las comunidades, la mayoría de estos turcos se estableció en Puebla y la Ciudad de México.

## Historia

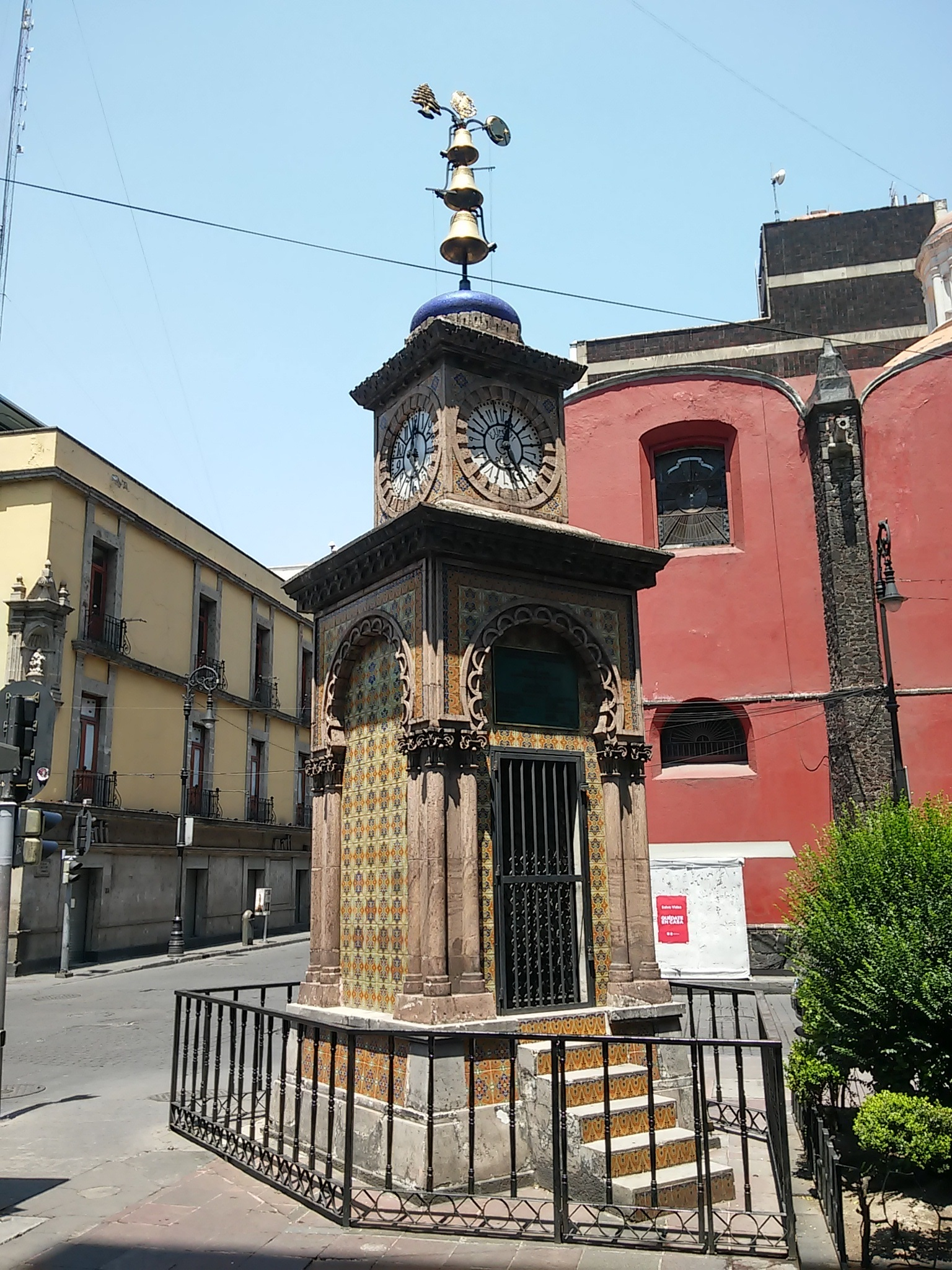
Reloj donado por la comunidad otomana de la Ciudad de México en 1910.

Los turcos en México provienen de inmigrantes turco-judíos que huyeron de su país hacia territorio mexicano, llegando durante el porfiriato (en 1882), la primera y la Segunda Guerra Mundiales. También se encuentran en suelo mexicano turcos musulmanes que viven en comunidad con otros musulmanes radicados en el país. Los turcos se han establecido principalmente en la Ciudad de México, Pachuca, Toluca, Tampico, Reynosa, Puebla, Oaxaca en comunidades de la sierra sur como Miahuatlán, Sola de Vega y Yautepec; también en Monterrey y Ciudad Victoria y comunidades de los altos de Jalisco y Guadalajara.
Hubo además otro proceso inmigratorio asimilable a este de Turquía. En la primera década del siglo XX un grupo importante de ciudadanos libaneses y sirios abandonaron sus respectivos países por razones principalmente políticas aunque también religiosas. Al hacerlo lo hicieron con pasaporte turco ya que en aquella época los países levantinos (Líbano, Siria, Palestina y Jordania ) era parte del Imperio Turco. Llegaron a México entrando por los puertos de Sisal, Yucatán y Tampico, Tamaulipas a los que les dieron sazón importante para ambos estados. A pesar de que su origen no fue propiamente Turquía, por el pasaporte que trajeron con ellos se les conoció en su destino como "los turcos". Integraron en la península de Yucatán y Tamaulipas una comunidad laboriosa que hasta la fecha es identificable ocupando posiciones políticas, sociales y económicas ampliamente reconocidas.
Turquía en 1910, como parte de los festejos por el Centenario, Porfirio Díaz recibió como presente un reloj que se conserva en la esquina que forman las calles de Bolívar y Venustiano Carranza en Ciudad de México, el gobierno turco festejo la efeméride, esta vez restaurando el reloj. La contribución para la recuperación del espacio público fue por los embajadores del Líbano, Nouhad Mahmoud, y de Turquía, Alev Kilic, así como al presidente de la Comunidad Libanesa, Nagib Chamblati en el año 2010.

## Cultura turca en México

### Carnaval de Huejotzingo

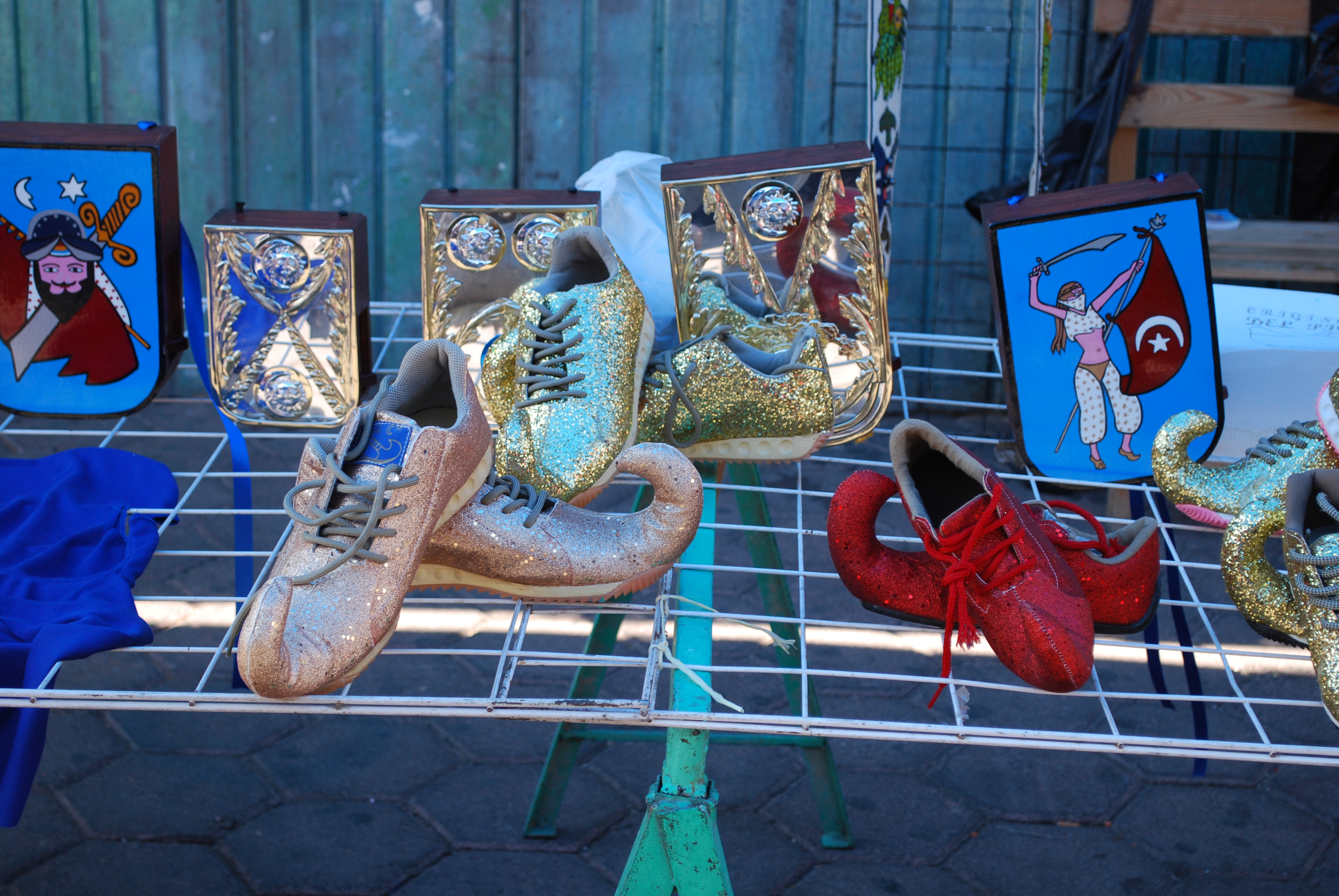
Venta de zapatos turcos en el carnaval de Huejotzingo.

El Virrey de Egipto envió, a petición de Napoleón III, un batallón de negros del Sudán, de Nubia y de Abisinia quienes llegaron a México a principios de 1863 para apoyar la intervención francesa probablemente, este batallón participó en el sitio de Puebla. Algunos huejotzingas afirman que por ello intervienen los Turcos en el carnaval, pero se desconoce cuándo se integraron. Para Arturo Warman la presencia de los turcos podría ser una reminiscencia de las danzas de moros y cristianos, poco a poco el batallón se fue quedando sin soldados y finalmente antes de 1937, desapareció por varios años, entre 1948 y 1950 reapareció.
Entonces como el batallón no perteneció a ningún barrio en especial. El padre Jesús Mendoza fue responsable de reorganizar al batallón. La máscara fue elaborada por Andrés Serrano, quien la volvió rosada y con barba rubia. Desde entonces el batallón ha permanecido como una comparsa del centro. Año tras año, se ha incrementado el número de mujeres vestidas de odaliscas, quienes para 1988, representaba casi la tercera parte del batallón.

## Tabla de flujos migratorios
| 1895 | 453   |
| 1921 | 331   |
| 1930 | 122   |
| 1940 | 386   |
| 1950 | 253   |
| 1960 | 130   |
| 1970 | 2,907 |
| 1980 | 1,942 |
| 1990 | 965   |
| 2000 | 246   |
| 2010 | 1,728 |

Fuente: Estadísticas históricas de México 2009